# Thorfinn Karlsefni
Thorfinn Karlsefni (nòrdic antic: Þorfinnr karlsefni Þórðarson, islandès: Þorfinnur karlsefni Þórðarson) va ser un explorador islandès. Al voltant de l'any 1010 AD, va seguir la ruta de Leif Eriksson cap a Vinland, en un intent de curta durada per establir un assentament permanent amb la seva esposa Gudrid Thorbjarnadóttir i llurs seguidors.

## Sobrenom
L'epítet Karlsefni significa "possibilitats d'un home" segons el prefaci de Magnus Magnusson i Hermann Pálsson, encara que el diccionari Cleasby-Vigfusson ho glossa com "un home profund", elaborat arreu com a "home de debò", un "home prometedor".

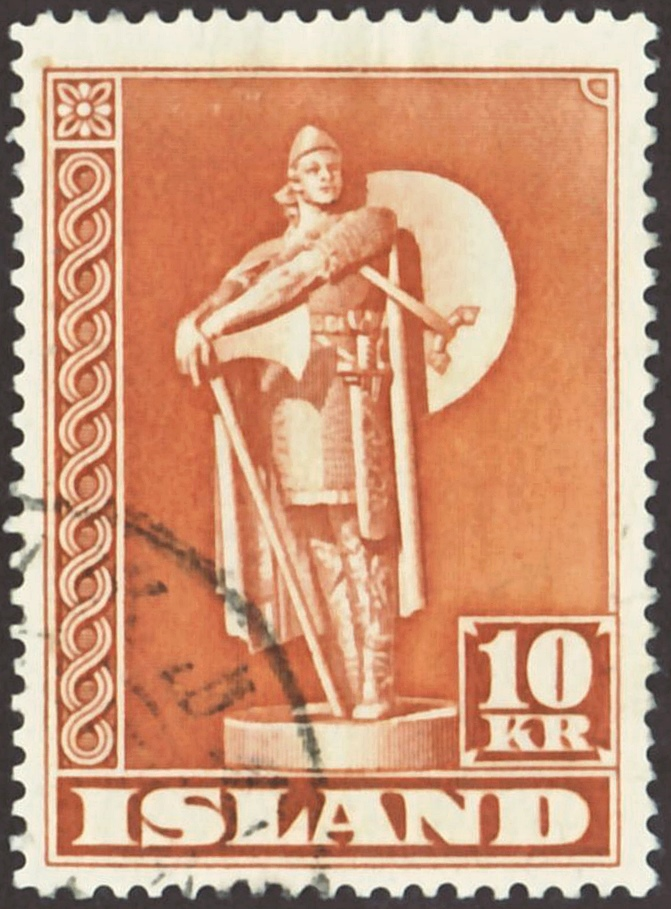
Segell islandès sobre Thorfinn Karlsefni

## Història
Les expedicions de Thorfinn són documentades a la Grœnlendinga saga ("Saga dels Groenlandesos", d'ara endavant Grl.) i a la Eiríks saga rauða ("Saga d'Eirik el Roig", d'ara endavant Eir.), que plegades són conegudes com les Sagues de Vinland, però els detalls tenen una varietat considerable.

### Groenlàndia
Thorfinn Karlsefni va conèixer a Groenlàndia Gudrid Thorbjarnardóttir (Guðríðr Þorbjarnardóttir), vídua de Thorstein Eiriksson i s'hi va casar. Ella estava sota la cura del seu cunyat Leif Eriksson a Brattahlíð, la finca llegada a Leif per Eirik el Roig. Eirik haviat mort en una epidèmia ca. 1003, tot i que segons Eir. encara era viu i li va fer d'amfitrió.

### Vinland
Thorfinn va prendre la decisió transcendental d'anar a Vinland (NA i islandès Vínland), que segons Grl. va prendre per insistència de Gudrid. I Leif va acordar llogar-li les cases que havia construït a Vinland, ja que no desitjava donar-les-hi gratuïtament. Entre els altres colons a Vinland hi havia Freydis, germana o mitja-germana de Leif Eriksson, qui havia acompanyat Karlsefni en el seu viatge (Eir.) o que va dirigir una expedició pròpia que va acabar en una carnisseria (Grl.).
Segons Grl., Karlsefni va marxar amb 60 homes i 5 dones, seguint el camí que van fer Leif i Thorvald Eiriksson. Mentre que a Eir. va prendre tres vaixells amb 140 homes, descrivint el viatge amb gran detall.
Gudrid va tenir un fill de Thorfinn a Vinland, que fou anomenat Snorri, el primer infant de descendència europea que va néixer al Nou Món i del qual molts islandesos poden traçar llurs seves arrels. La localització exacta de la colònia de Thorfinn és desconeguda però es creu que podria ser el campament nòrdic excavat a L'Anse aux Meadows, Terranova.